# Zonal'noe
Zonal'noe (in russo Зональное?) è un villaggio del settore meridionale della Siberia Occidentale situato nel Territorio dell'Altaj,  in Russia. È il centro amministrativo del distretto Zonal'nyj.
La località si trova 125 km a sud-est della capitale Barnaul.